# Gaetano Baccani

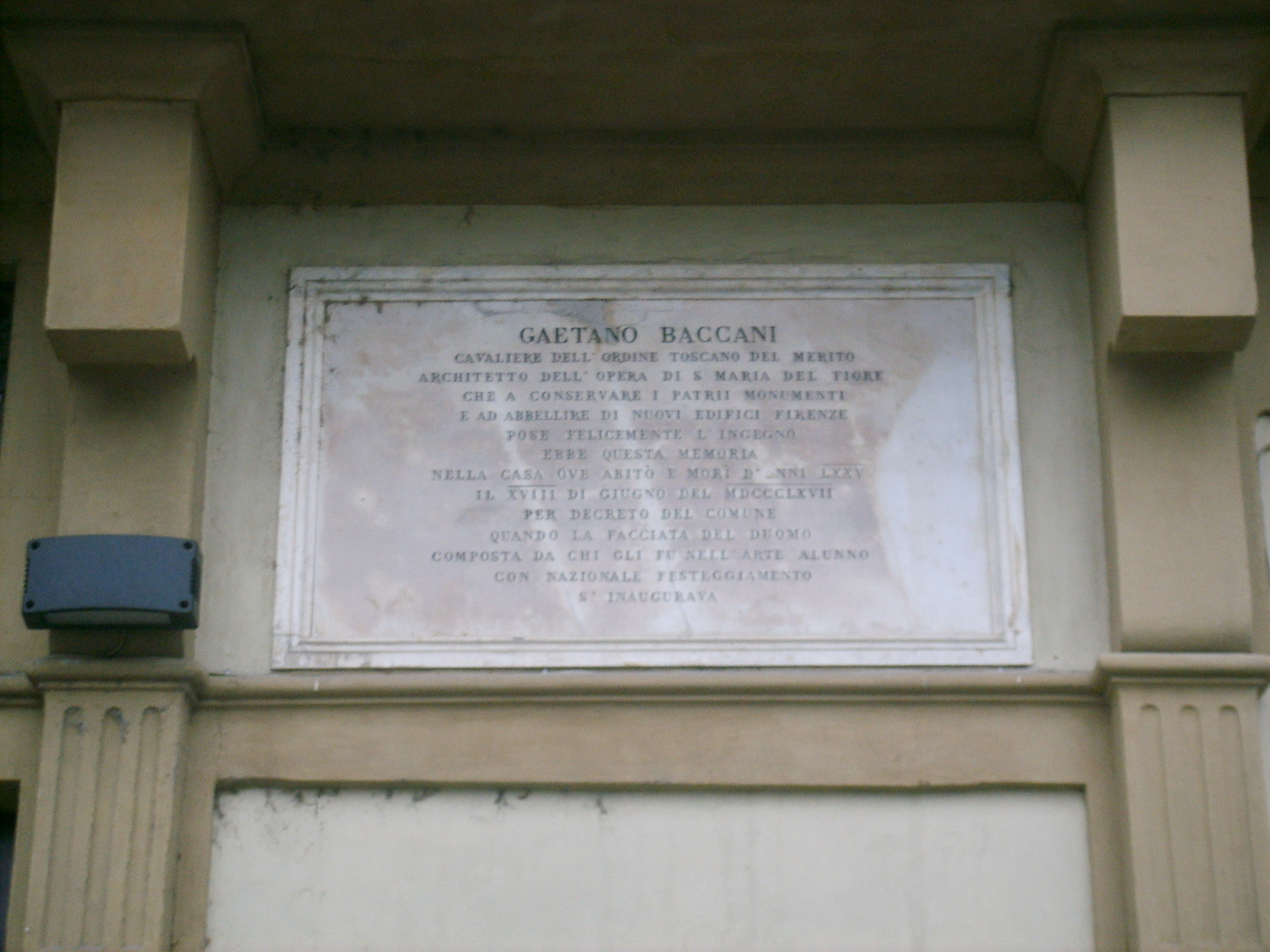
La lapide in piazza Santa Maria Novella

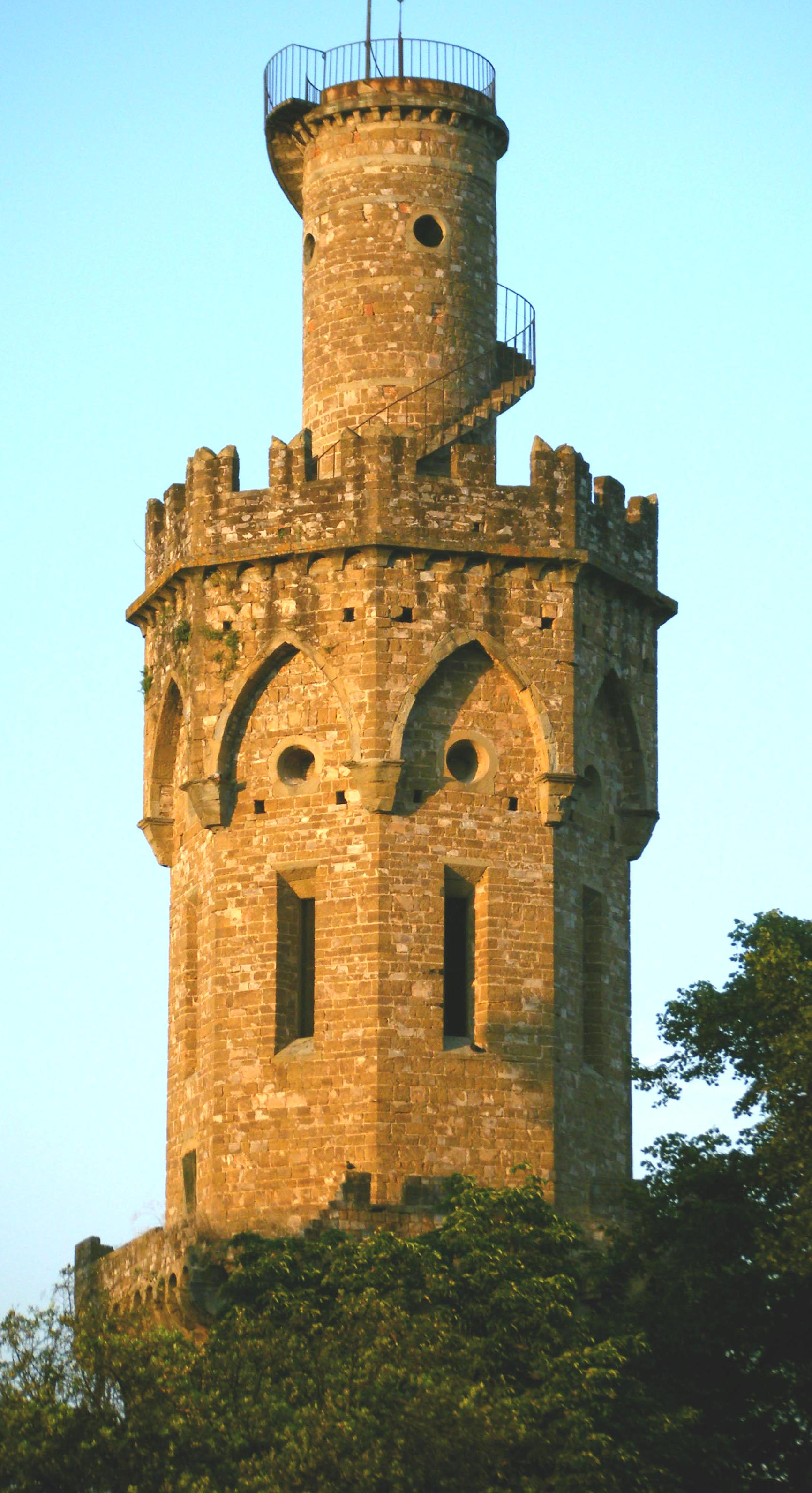
Il torrino nel giardino Torrigiani

Gaetano Maria Antonio Alessandro Gaspero Baccani (Firenze, 6 maggio 1792 – Firenze, 18 giugno 1867) è stato un architetto italiano, uno dei più importanti architetti toscani del XIX secolo.

## Biografia e opere
Nato da Carlo di Domenico Baccani e da Colomba di Jacopo Danzi, si formò all'Accademia di belle arti di Firenze sotto Gaspare Maria Paoletti, e ne divenne professore nel 1818, e poi Maestro dal 1849 fino alla fine della sua vita. A questa carica si aggiunse quella prestigiosa di Architetto dell'Opera del Duomo (la stessa già ricoperta da Arnolfo di Cambio, Giotto, Francesco Talenti, Bernardo Buontalenti e molti altri) dal 1824 al 1860.
Nella sua opera promosse lo stile neoclassico, tipico della Restaurazione, realizzando alcuni edifici di grande pregio. Nella città natale progettò il palazzo Borghese (1821), il palazzo dei Canonici in piazza del Duomo (1825-1830), il sepolcro e gli apparati funebri per la granduchessa Maria Anna Carolina di Sassonia in San Lorenzo (1832-1833), la facciata e il vestibolo del teatro della Pergola (1855), i restauri neorimascimetali di San Lorenzo (1858-1860) e numerosi palazzi privati, tra i quali spiccano il Casino Salviati in Borgo Pinti (1834) e il Palazzo Capponi in Via Giusti (1825) tra gli altri.
A Frosini, presso Chiusdino, disegnò per la famiglia Feroni la chiesa della Madonna del Buon Consiglio, compresi i ricchi arredi interni.
La sua attività fu prolifica anche nello stile neogotico. Sempre a Firenze realizzò in questo stile, tra l'altro, il Torrino del giardino Torrigiani (1820-1824), la ristrutturazione interna della cattedrale di Santa Maria del Fiore (durante i cui lavori rimosse quasi completamente il coro ottagonale capolavoro di Baccio Bandinelli e le parti restanti delle due cantorie di Donatello e di Luca della Robbia), la costruzione del campanile della basilica di Santa Croce (progettato nel 1842 e realizzato dal 1847 al 1865) e l'ampliamento del cimitero delle Porte Sante presso San Miniato al Monte (1859-1864), iniziato da Niccolò Matas.
Una lapide in piazza Santa Maria Novella ricorda il palazzo dove visse e morì.